# Comitato regionale di controllo
Il comitato regionale di controllo (CORECO) era un organo delle Regioni d'Italia, al quale erano attribuite funzioni di controllo sugli atti delle province, dei comuni e degli altri enti locali.

## Storia
Previsti dall'art. 130 della Costituzione della Repubblica Italiana, la disciplina circa la costituzione ed il funzionamento venne emanata con la legge 10 febbraio 1953, n. 62 ma iniziarono ad operare solo quando fu attuato l'ordinamento regionale, a sensi della legge 16 maggio 1970, n. 281.
Furono aboliti per effetto dell'emanazione della legge costituzionale 18 ottobre 2001, n. 3, che ha riformato il Titolo V della Costituzione. La legge costituzionale, in realtà, non ha soppresso espressamente i CORECO ma si è limitata ad abrogare l'art. 130 Cost. che ne prevedeva l'istituzione, il che aveva fatto sorgere dubbi circa la possibilità per le regioni di mantenerli comunque in vita; in ogni caso tutte le Regioni hanno soppresso l'organo, anche se è ancora contemplato all'interno dell'art. 128 del TUEL.

## Disciplina normativa
Secondo l'art. 55 della legge 62/1953 il comitato regionale di controllo aveva sede nel capoluogo della regione, era nominato dal presidente della giunta regionale e durava in carica quanto il consiglio regionale. Era un organo collegiale costituito da:
- tre membri effettivi e due supplenti eletti dal consiglio regionale tra esperti in discipline amministrative iscritti nelle liste elettorali di un comune della regione;
- un membro effettivo e uno supplente nominati da un commissario di governo;
- un membro effettivo e uno supplente designati dal presidente del tribunale amministrativo regionale tra i giudici del medesimo.

Il presidente del comitato regionale di controllo era eletto dallo stesso, tra i membri effettivi espressi dal consiglio regionale. Fungeva da segretario un funzionario della regione designato dal presidente della giunta regionale.
L'art. 56 della legge 62/1953 dava facoltà alla regione, prevedendolo nel proprio statuto, di istituire sezioni del comitato regionale di controllo presso i capoluoghi di provincia o circondario. Tali sezioni avevano la stessa composizione dell'organo centrale, salvo
- la necessità d'iscrizione alle liste elettorali di un comune della provincia, per i membri eletti dal consiglio regionale;
- la sostituzione dei giudici del TAR con i funzionari di grado più elevato dell'amministrazione provinciale.

Le sezioni erano competenti per il controllo sui comuni e loro consorzi siti nelle province o circondari di competenza; il controllo sulle province e sui consorzi di cui queste facevano parte spettava, invece, sempre all'organo centrale.

## Evoluzioni e modifiche legislative

### Integrazioni della legge 833/1978
La legge 23 dicembre 1978, n. 833, attribuì al comitato regionale di controllo in sede unica (e, quindi, non alle sezioni decentrate) anche il controllo sugli atti delle unità sanitarie locali e degli istituti di ricovero e cura a carattere scientifico di diritto pubblico, prevedendo che, per l'esercizio di tali funzioni, lo stesso fosse integrato da un esperto in materia sanitaria designato dal Consiglio regionale e da un rappresentante del Ministero del tesoro (art. 49). Questo controllo fu abolito dall'art. 4, ottavo comma, della legge 30 dicembre 1991, n. 412.

### Modifiche della legge 142/1990
L'art. 42 della legge 8 giugno 1990, n. 142 modificò la composizione del comitato regionale di controllo, stabilendo che lo stesso e le sue eventuali sezioni fossero composte da:
- quattro membri effettivi eletti dal consiglio regionale, di cui:
  - uno tra gli iscritti da almeno dieci anni all'albo degli avvocati, scelto in una terna proposta dal relativo ordine professionale;
  - uno tra gli iscritti da almeno dieci anni all'albo dei dottori commercialisti o dei ragionieri, scelto in una terna proposta dai rispettivi ordini professionali;
  - uno scelto tra chi avesse ricoperto complessivamente per almeno cinque anni la carica di sindaco, presidente della provincia, consigliere regionale o parlamentare nazionale, ovvero fra i funzionari statali, regionali o degli enti locali in quiescenza, con qualifica non inferiore a dirigente od equiparata;
  - uno scelto tra i magistrati o gli avvocati dello Stato in quiescenza, o tra i professori di ruolo di università in materie giuridiche ed amministrative ovvero tra i segretari comunali o provinciali in quiescenza;
- un membro effettivo designato dal commissario del Governo fra funzionari dell'Amministrazione civile dell'interno in servizio nelle rispettive province.

Due membri supplenti erano eletti dal consiglio regionale e uno nominato dal commissario del governo, nell'ambito delle medesime categorie.
La legge 142/1990, inoltre, ampliò l'autonomia delle regioni nel disciplinare la struttura del CORECO, consentendo alla legge regionale di istituire sezioni competenti non solo per territorio ma anche per materia, e previde un vicepresidente a fianco del presidente del comitato e delle sue sezioni, eletto con le stesse modalità.

## Funzioni
In base all'art. 130 Cost. il comitato regionale di controllo esercitava il controllo di legittimità sugli atti delle province, dei comuni e degli altri enti locali. In casi determinati dalla legge poteva anche esercitare il controllo di merito, nella forma di richiesta motivata agli enti deliberanti di riesaminare la loro deliberazione.
L'art. 59 della legge 62/1953 attribuiva al comitato il controllo di legittimità, fino ad allora esercitato dal prefetto e dalla giunta provinciale amministrativa, su tutte le deliberazioni dei consigli e delle giunte che, all'epoca, rappresentavano la maggior parte degli atti amministrativi degli enti locali. L'annullamento delle deliberazioni illegittime doveva essere pronunciato con ordinanza motivata, entro il termine perentorio di venti giorni dal ricevimento del relativo verbale (il termine poteva essere sospeso chiedendo all'ente chiarimenti o elementi integrativi, nel qual caso il comitato doveva pronunciarsi entro venti giorni dalla loro ricezione).
Quanto al controllo di merito, l'art. 60 della legge 62/1953 lo prevedeva per tutte le deliberazioni per le quali era fino ad allora prevista l'approvazione della giunta provinciale amministrativa (bilanci, regolamenti, alienazioni di beni immobili, locazioni ultranovennali ecc.). Ove avesse riscontrato un vizio di merito, il comitato, entro il termine perentorio di venti giorni (quaranta per il bilancio) dal ricevimento del verbale, doveva invitare con ordinanza motivata il consiglio provinciale o comunale a riesaminare la deliberazione (anche questo termine poteva essere sospeso con la richiesta di chiarimenti o elementi integrativi); in tal caso, la deliberazione, per divenire esecutiva, doveva essere confermata dal consiglio provinciale o comunale, senza modificazioni e a maggioranza assoluta.
La legge 833/1978 estese detti controlli, da effettuarsi secondo le stesse modalità, alle deliberazioni delle unità sanitarie locali (art. 49) e degli istituti di ricovero e cura a carattere scientifico (art. 42); tali controlli furono però soppressi dall'art. 4, ottavo comma, della legge 412/1991.
La legge 142/1990 abolì il controllo di merito e ridusse gli atti sottoposti a controllo di legittimità, rendendolo obbligatorio solo per le deliberazioni riservate alla competenza del consiglio (art. 45). Gli atti sottoposti a controllo di legittimità furono ulteriormente ridotti dall'art. 17, comma 33, della legge 15 maggio 1997, n. 127 (cosiddetta Legge Bassanini-bis), poi recepito dall'art. 126 del d.lgs 18 agosto 2000, n. 267 (Testo unico delle leggi sull'ordinamento degli enti locali), che limitò il controllo stesso a statuti, regolamenti di competenza del consiglio, bilanci e rendiconti.

## Coordinamento nazionale
Il Coordinamento nazionale degli organi regionali di controllo era un'associazione privata senza personalità giuridica che riuniva, a livello nazionale, i membri di tali organi svolgendo un'azione di coordinamento e supporto, attraverso l'elaborazione di documenti tecnico-giuridici e l'organizzazione di corsi di aggiornamento e conferenze.